# Maubisse
Maubisse – miejscowość i poddystrykt w Timorze Wschodnim, w dystrykcie Ainaro. Jest największym z czterech poddystryktów w dystrykcie Ainaro. Zajmuje powierzchnię 260,97 km² i liczy 22 022 mieszkańców (2010).

## Miejscowość

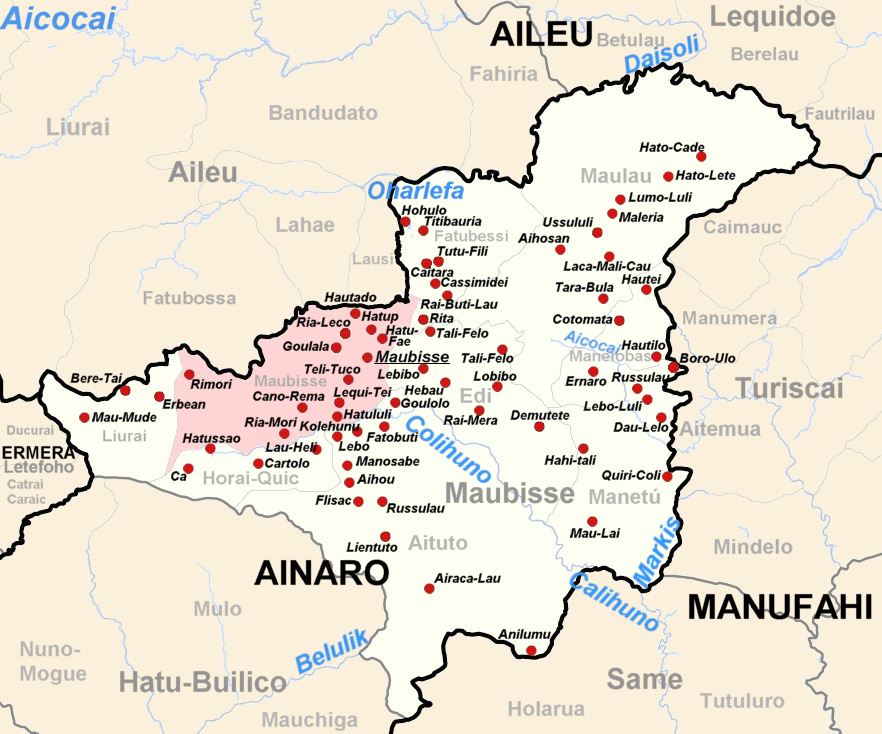
Mapa poddystryktu Maubisse

Maubisse położone jest 40 km na południe od stolicy Timoru Wschodniego Dili. Miejscowość położona jest na wysokości 1526 m n.p.m.

## Poddystrykt
Poddystrykt Maubisse graniczy z dystryktami: Aileu od północy i Manufahi od wschodu oraz z poddystryktem Hatu-Builico od południa.
W 2010 roku mieszkało tutaj 22 022 mieszkańców. Średnia wieku wyniosła wówczas 16,6 lat. Ludność uprawia maniok, kukurydzę, orzechy kokosowe, kawę, ryż i inne warzywa.

## Gminy
Poddystrykt Maubisse jest podzielony na 9 gmin:
- Aituto
- Edi
- Fatubessi
- Horai-Quic
- Liurai
- Manelobas
- Manetú
- Maubisse
- Maulau